# Vienio
Vienio, właśc. Piotr Więcławski (ur. 24 stycznia 1977 w Warszawie) – polski raper, wokalista, autor tekstów, DJ i producent muzyczny, a także reżyser, dziennikarz radiowy i aktor. Członek Akademii Fonograficznej ZPAV.
Znany przede wszystkim z wieloletnich występów w grupie hip-hopowej Molesta Ewenement, której był współzałożycielem. Wraz z zespołem nagrał m.in. pięć albumów studyjnych. Uzyskał także dwukrotnie nominację do nagrody polskiego przemysłu fonograficznego Fryderyka. Od 2006 wraz z członkami zespołu Molesta Ewenement prowadzi wytwórnię muzyczną Respekt Records, wcześniej był związany z firmą Baza Lebel. Ponadto współtworzył duet wraz z Pelsonem, czego efektem była trylogia Autentyk. Druga płyta z serii przyniosła mu kolejną nominację do Fryderyka.
Od 2010 prowadzi solową działalność artystyczną, a od 2011 występuje wraz z rapocore’owym zespołem Way Side Crew. Był także członkiem składu Klima, wraz z Chadą, Kaczym i Włodim. Ponadto współpracował z wykonawcami, takimi jak m.in.: Wzgórze Ya-Pa 3, Schizma, Cool Kids of Death, DJ 600V, Fu, O.S.T.R., DJ Decks, Mor W.A., Olsen, Maleo Reggae Rockers, Tede, Vavamuffin, Pezet, Małolat, Łona, Fokus oraz L.U.C.
Jako dziennikarz radiowy związany ze stacją Roxy FM, w której współprowadzi autorską audycję Wysypisko.
W 2011 został sklasyfikowany na 19. miejscu listy 30 najlepszych polskich raperów według magazynu Machina.
Wystąpił w filmie dokumentalnym z 2006, poświęconym Stanisławowi Grzesiukowi pt. Grzesiuk. Chłopak z ferajny. W 2016 wziął udział w programach rozrywkowych: Agent – Gwiazdy i Top Chef. Gwiazdy od kuchni.

## Życiorys
W 1995 wraz z Włodim założył zespół pod nazwą Molesta. Pierwszy autorski utwór zespołu znalazł się na wydanej w 1997 kompilacji pt. Smak B.E.A.T. Records. Rok później ukazał się debiutancki album formacji pt. Skandal. Wydawnictwo trafiło do sprzedaży dzięki wytwórni B.E.A.T. Records, której ówczesnym współwłaścicielem był dziennikarz Hirek Wrona. Formacja szybko zyskała na popularności dzięki piosenkom „Armagedon” i „Wiedziałem, że tak będzie”, które były emitowane m.in. przez Polskie Radio. W pięć lat po premierze materiał został wyróżniony złoty płytą za sprzedaż 50 tys. egzemplarzy. Był to także największy sukces komercyjny w historii działalności grupy. W 1999, jako trio, w składzie uzupełnionym o Pelsona, zespół nagrał drugi album pt. Ewenement. Pewną popularność zyskały pochodzące z wydawnictwa piosenki „Miejskie bagno” i „Co jest nauczane”. Materiał został także wyróżniony nominacją do nagrody polskiego przemysłu muzycznego Fryderyka. W międzyczasie Vienio wziął udział nagraniach albumu producenckiego DJ-a 600V – Szejsetkilovolt.
W 2000 z Wilkiem w składzie powstał album pt. Taka płyta.... Nagrania dotarły do 12. miejsca listy OLiS. Płyta przyniosła zespołowi również drugą nominację do Fryderyka.
W 2001 doszło do bliższej współpracy z Pelsonem. W efekcie, w 2002 ukazał pierwszy album duetu zatytułowany Autentyk. Gościnnie na płycie wystąpili m.in. Pono, Sokół, Tomasz Lipiński oraz Frenchman – muzyk związany z formacją Jamal. Wydawnictwo promowane teledyskami do utworów „Nokaut techniczny” i „Prawdziwy rap” dotarło do 8. miejsca zestawienia OLiS. Nagrania utrzymane w stylistyce odmiennej do macierzystego zespołu raperów Molesty Ewenement szybko zyskały na popularności. Piosenki z debiutu były emitowane m.in. przez ogólnopolskiego stacje radiowe. Z kolei piosenka „Prawdziwy rap” znalazła się m.in. w zestawieniu programu TVP 30 ton – lista, lista przebojów, gdzie uplasowała się na 25. miejscu. Również w 2002 gościł na trzeciej płycie O.S.T.R.-a – Tabasko.
18 października 2003 został wydany jego drugi album z Pelem pt. Autentyk 2. Na płycie wystąpili gościnnie m.in. Włodi, Wigor i Wacim. Wydawnictwo dotarło do 16. miejsca listy OLiS. Pewną popularność zyskał jedynie utwór „To dla moich ludzi” z gościnnym udziałem Gutka i Lui. Piosenka była notowana na 28. miejscu Szczecińskiej Listy Przebojów Polskiego Radia. Jeszcze w 2003 album uzyskał nominację do nagrody polskiego przemysłu fonograficznego Fryderyka w kategorii „najlepszy album hip-hop”. Także w 2003 Vienio gościł na albumach producenckich DJ-a 600V i DJ-a Decka. Raper nawiązał także współpracę z zespołem rocka alternatywnego Cool Kids of Death. Efektem był utwór „Hardkor”, który znalazł się na płycie pt. 2.
W 2004 wziął udział w trasie koncertowej „RBK Hip Hop Tour 2004”. Wydarzenie było promowane kompilacją różnych wykonawców U ciebie w mieście. Na minialbumie znalazł się m.in. popularny, utwór tytułowy, emitowany intensywnie m.in. przez stację telewizyjną VIVA Polska. Ponadto dochód ze sprzedaży wydawnictwa został przeznaczony na cele charytatywne. W międzyczasie Vienio wyprodukował po jednym utworze na albumy Zipery – Druga strona medalu i Hemp Gru – Klucz. Raper gościł ponadto na płytach Mor W.A. – Dla słuchaczy i zespołu hardcore’owego Schizma. W 2005 ukazał się ostatni album duetu Vienio i Pele pt. Autentyk 3. Materiał był promowany m.in. piosenką „To jest mój hardcore”, która dotarła do 8. miejsca zestawienia telewizyjnego 30 ton – lista, lista przebojów. Z kolei sama płyta była notowana, również na 8. miejscu Oficjalnej Listy Sprzedaży (OLiS). Odbyła się także druga część „RBK Hip Hop Tour”, zaanonsowana kompilacją U ciebie w mieście 2.
W 2006 podjął współpracę z zespołem muzyki reggae Maleo Reggae Rockers, z którym nagrał piosenkę „Żyję w tym mieście”, która znalazła się na wydanej przez Universal Music płycie pt. Reggaemova. Wydany został także czwarty album Molesty pt. Nigdy nie mów nigdy. Płyta uplasowała się na 5. miejscu zestawienia OLiS. W ramach promocji do utworów „Tak miało być”, „Powrót”, „Wróg” i „Nie wiem jak Ty” powstały teledyski. W 2008 roku, Molesta ponownie jako trio zespół nagrał piąty album studyjny pt. Molesta i kumple. Wydawnictwo dotarło do. 7 miejsca listy OLiS. Dwa lata później płyta uzyskała status złotej. W 2009 został zarejestrowany w Warszawie album koncertowy Molesty pt. Live! in Fonobar.
20 września 2010 nakładem wytwórni muzycznej CreativeMusic ukazał się debiutancki album solowy Vienia, zatytułowany Etos 2010. Wydawnictwo promowane teledyskami do utworów „Nowe Bloki”, „Różnice” oraz „Inspiracje 2" uplasowało się na 15. miejscu zestawienia OLiS. Vienia, który pełnił także funkcję głównego producenta płyty, wspomógł Szyha, artysta związany w latach 90. XX w. z zespołem Edytoriał. Wśród gości na płycie znaleźli się natomiast m.in. Grubson, Sobota, Rahim i Diox. Intensywny rok związany z promocją debiutu rapera dopełniły występy gościnne na płytach Tedego, Vavamuffin, Pezeta i Małolata, a także L.U.C.-a. W 2011 roku ukazał się album Wspólny mianownik zrealizowany z rapcore’owym zespołem Way Side Crew. Na płycie znalazły się nowe aranżacje piosenek pochodzących z debiutu solowego rapera, a także dwie nowe kompozycje „To on” i „Potwór”. Do tej ostatniej powstał również teledysk. Drugi obraz promujący został zrealizowany do utworu „Na wszelki wypadek”. Był to pierwszy album na którym Więcławski wystąpił również jako wokalista.
W 2012 wystąpił na kompilacji różnych wykonawców Prosto Mixtape Kebs. Zwrotki Więcławskiego znalazły się w kompozycji „Murek”, powstałej we współpracy z Korasem, Pyskatym i Hanią.

### Inne przedsięwzięcia
Zagrał w filmach: Mówią bloki, człowieku 2 Joanny Rechnio (2001), Chaos Xawerego Żuławskiego (2006), Grzesiuk. Chłopak z ferajny Mateusza Szlachtycza (2006), Wojna polsko-ruska (2009) i Narzeczony na niby (2018), a także w serialach: Galeria (2012), Komisarz Alex (2016) i Pierwsza miłość (od 2017). Ponadto, użyczył głosu jednemu z bohaterów francuskiej produkcji Ziomek (2006). Wyreżyserował film Przeblaski (2011), będący krótkometrażowym dokumentem poświęconym Sławomirowi Gołaszewskiemu. Projekcja filmu odbyła się m.in. podczas Festiwalu Europejskich Szkół Artystycznych i Twórczości „Kręgi Sztuki” w Ciechanowie. Premiera jego pierwszego wyreżyserowanego filmu nigdy nie doszła do skutku ze względów formalnych.
Brał udział w telewizyjnych programach rozrywkowych: Agent – Gwiazdy (2016) i Top Chef. Gwiazdy od kuchni (2016), a także współprowadził program kulinarny Ślinotok na kanale Kuchnia+ (2015).

## Życie prywatne
Jest wegetarianinem i freeganinem.
W 2014 związał się z aktorką Oriną Krajewską, którą poznał na planie niezależnego filmu Konrada Drzewieckiego Niedoczas.

## Warsztat wykonawczy
Jako producent muzyczny współpracował m.in. z takimi wykonawcami jak: Zipera, Wzgórze Ya-Pa 3 i Hemp Gru. Vienio tworzył także na potrzeby swojego macierzystego zespołu Molesta Ewenement, w tym m.in. na album Ewenement (1999), a także własnych albumów solowych w tym Etos 2010 z 2010 roku. Najpopularniejszym utworem wyprodukowanym przez Vienia jest prawdopodobnie „Nokaut techniczny” pochodzący z albumu nagranego wraz z Pelsonem pt. Autentyk (2002).
W trakcie prac posługuje się samplerem i sekwencerem Akai MPC 2000XL. W swej twórczości korzysta wyłącznie z sampli pochodzących z repertuaru polskich artystów. Większość jego produkcji oscyluje w tempie od 88 BPM do 100 BPM. Model pracy Więcławskiego inspirowany jest dokonaniami DJ-a Premiera, członka amerykańskiej formacji Gang Starr. Końcowy proces realizacji beatu uzupełniają realizowane w studiu nagraniowym linie basu. W tym celu Vienio korzysta z pomocy zaprzyjaźnionych muzyków, w tym m.in. Emili Jonesa znanego z występów w zespole Vavamuffin.

## Dyskografia
Albumy
| Autentyk (oraz Pele)                   | - Data: 31 sierpnia 2002 - Wydawca: Baza Label/Pomaton EMI        | 8  | - POL: 10 tys.+ |
| Autentyk 2 (oraz Pele)                 | - Data: 18 października 2003 - Wydawca: Baza Label/Pomaton EMI    | 16 |                 |
| Autentyk 3 (oraz Pele)                 | - Data: 3 lutego 2005 - Wydawca: Baza Label/EMI Music Poland      | 8  | - POL: 3 tys.+  |
| Etos 2010                              | - Data: 20 września 2010 - Wydawca: CreativeMusic/Respekt Records | 15 |                 |
| Wspólny mianownik (oraz Way Side Crew) | - Data: 1 czerwca 2011 - Wydawca: Dream Music/Spook Records       | –  |                 |
| Profil pokoleń vol. 1                  | - Data: 26 kwietnia 2013 - Wydawca: Step Records/CD-Contact       | 30 |                 |
| Etos 2                                 | - Data: 26 kwietnia 2014 - Wydawca: Respekt Records/Fonografika   | 26 |                 |
| Hore                                   | - Data: 18 marca 2016 - Wydawca: Hore Records/Asfalt              | –  |                 |
| Twarzova                               | - Data: 15 marca 2019 - Wydawca: Agora                            |    |                 |
| „–” album nie był notowany.            |                                                                   |    |                 |

Single
| „Nokaut techniczny” (oraz Pele)                                        | 2002 | 41 | 25 | Autentyk              |
| „Prawdziwy rap” (oraz Pele)                                            | 2003 | 43 | –  | Autentyk              |
| „To dla moich ludzi” (oraz Pele)                                       | 2003 | 28 | –  | Autentyk 2            |
| „U ciebie w mieście” (oraz WWO i Pele)                                 | 2004 | 30 | –  | U ciebie w mieście    |
| „U ciebie w mieście 2" (oraz Pele, Pezet i inni)                       | 2005 | 46 | –  | U ciebie w mieście 2  |
| „To jest mój hardcore” (oraz Pele)                                     | 2005 | –  | 8  | Autentyk 3            |
| Vienio – „Nie gniewaj się na mnie Polsko” (gościnie: Sztywny Pal Azji) | 2013 | 34 | –  | Profil pokoleń vol. 1 |
| „–” singel nie był notowany.                                           |      |    |    |                       |

Inne
| Album                                                             | Rok  | Uwagi | Źródło |
| ----------------------------------------------------------------- | ---- | --- | ------ |
| DJ 600V – Produkcja hip-hop                                       | 1998 | gościnnie rap w utworze „Dziękówka dla chłopaków” | [ 41 ] |
| Osiedle pełne rymów, czyli hip Hop jak okiem sięgnąć (kompilacja) | 1998 | rap w utworze „Dziękówa dla chłopaków” | [ 42 ] |
| Hiphopowy raport z osiedla w najlepszym wykonaniu (kompilacja)    | 1998 | rap w utworze „Koncerty” | [ 43 ] |
| DJ 600V – Szejsetkilovolt                                         | 1999 | gościnnie rap w utworze „Byłem tam” | [ 44 ] |
| ZIP Skład – Chleb powszedni                                       | 1999 | scratche w utworze „Być sobą” | [ 45 ] |
| Mor W.A. – Te słowa mówią wszystko                                | 2000 | remiks utworu „Co nas motywuje” | [ 46 ] |
| Wzgórze Ya-Pa 3 – Precedens                                       | 2000 | produkcja utworów „Hip hopu pokolenie” i „Awantura” | [ 47 ] |
| Fu – N.O.C.C.                                                     | 2001 | gościnnie rap w utworze „Na wariackich papierach” | [ 48 ] |
| Fu – N.O.C.C.                                                     | 2001 | scratche w utworze „Na wariackich papierach” | [ 49 ] |
| Radio Ewenement 5 G Fm (kompilacja)                               | 2001 | rap w utworze „Iść swoją drogą” | [ 50 ] |
| Peel Motyff – Sieć                                                | 2001 | gościnnie rap w utworze „Intro” | [ 51 ] |
| O.S.T.R. – Tabasko                                                | 2002 | gościnnie rap w utworze „Ból doświadczeń” | [ 52 ] |
| Pono – Temat zakazany (singel)                                    | 2002 | remiks w utworu „Spróbuj” | [ 53 ] |
| DJ 600V – 600°C                                                   | 2003 | gościnnie rap w utworze „Revolucja (V6 Remix)” | [ 54 ] |
| DJ Decks – Mixtape Vol. 3                                         | 2003 | gościnnie rap w utworze „Za mikrofonem” | [ 55 ] |
| Cool Kids of Death – 2                                            | 2003 | gościnnie rap w utworze „Hardkor” | [ 56 ] |
| Mor W.A. – Dla słuchaczy                                          | 2004 | gościnnie rap w utworze „Symbioza” | [ 57 ] |
| Zipera – Druga strona medalu                                      | 2004 | produkcja utworu "Do roboty!” | [ 58 ] |
| Hemp Gru – Klucz                                                  | 2004 | produkcja utworu „Jak to było...” | [ 59 ] |
| U ciebie w mieście (kompilacja)                                   | 2004 | rap w utworach „U ciebie w mieście”, „Miejski Gruff”, „U ciebie w mieście (Remix DJ 600V)”, „U ciebie w mieście (Remix DJ Deszczu Strugi)” i „Miejski gruff (Remix DJ Romek)” | [ 60 ] |
| Hip-Hop.pl – Kompilacja (kompilacja)                              | 2004 | rap w utworach „Nokaut techniczny” i „To dla moich ludzi” | [ 61 ] |
| Schizma – XIII                                                    | 2004 | gościnnie rap w utworze „Pod naciskiem (new edit)” | [ 62 ] |
| Vito WS – Ostatnie takie solo                                     | 2004 | gościnnie rap w utworze „To dla moich ludzi...” | [ 63 ] |
| Olsen, Fu – Kameleon                                              | 2005 | gościnnie rap w utworze „Coraz bardziej” | [ 64 ] |
| U ciebie w mieście 2 (kompilacja)                                 | 2005 | rap w utworach „U ciebie W Mieście 2", „Tracisz grunt”, „U ciebie w mieście 2 (Waco Remix)”, „Tracisz Grunt (Dezmond Remix)” i „U ciebie w mieście 2 (DJ Seb Remix)”          | [ 65 ] |
| Dekalog Hip-Hop (kompilacja)                                      | 2005 | rap w utworze „Dla nich Ty” | [ 66 ] |
| Pelson – Sensi                                                    | 2005 | gościnnie rap w utworach „Konekcion” i „Żyjemy w tym mieście” | [ 67 ] |
| Maleo Reggae Rockers – Reggaemova                                 | 2006 | gościnnie rap w utworze „Żyję w tym mieście” | [ 68 ] |
| Hiphopstacja 3 (kompilacja)                                       | 2006 | rap w utworze „Tak od 7 lat (Remix)” | [ 69 ] |
| Road Hip-Hop Classic 2008 (kompilacja)                            | 2008 | rap w utworze „Dziękówa dla chłopaków” | [ 70 ] |
| Vavamuffin – Mo’ Better Rootz                                     | 2010 | gościnnie rap w utworze „Cel pal” | [ 71 ] |
| L.U.C. – PyyKyCyKyTyPff                                           | 2010 | gościnnie rap w utworze „Polanie na polanie” | [ 72 ] |
| Grube jointy 2: karani za nic (kompilacja)                        | 2011 | rap w utworze „Pasja, zajawka, przyjaźń zespołów” | [ 73 ] |
| Prosto Mixtape Kebs (kompilacja)                                  | 2012 | rap w utworze „Murek” | [ 74 ] |
| L.U.C., Motion Trio – Nic się nie stało                           | 2013 | gościnnie rap w utworze „Przedmiot liryczny” | [ 75 ] |
| WhiteHouse – Kodex 5 Elements                                     | 2014 | gościnnie rap w utworze „Nie ma szans” | [ 76 ] |
| Fabster – Kontrasty                                               | 2014 | gościnnie rap w utworze „CV” | [ 77 ] |

## Teledyski
| Tytuł                                                                                             | Rok  | Reżyseria                                         | Album                 | Źródło        |
| ------------------------------------------------------------------------------------------------- | ---- | ------------------------------------------------- | --------------------- | ------------- |
| „Nokaut techniczny” (oraz Pele)                                                                   | 2002 | –                                                 | Autentyk              | [ 78 ]        |
| „Prawdziwy rap” (oraz Pele)                                                                       | 2002 | –                                                 | Autentyk              | [ 79 ]        |
| „Tak od 7 lat” (oraz Pele)                                                                        | 2003 | –                                                 | Autentyk 2            | [ 80 ]        |
| „Zawistne serce” (oraz Pele, gościnnie: Włodi)                                                    | 2003 | –                                                 | Autentyk 2            | [ 81 ]        |
| „To dla moich ludzi” (oraz Pele, gościnnie: Gutek, Lui)                                           | 2003 | –                                                 | Autentyk 2            | [ 82 ]        |
| „To jest mój hardkor” (oraz Pele)                                                                 | 2005 | Grupa 13                                          | Autentyk 3            | [ 83 ]        |
| „Chcę żyć” (oraz Pele)                                                                            | 2005 | Grupa 13                                          | Autentyk 3            | [ 84 ]        |
| „Nove bloki” (gościnnie: Hades)                                                                   | 2010 | Mania Studio                                      | Etos 2010             | [ 85 ]        |
| „Różnice” (gościnnie: Łona, Fokus)                                                                | 2010 | Darek Juraś                                       | Etos 2010             | [ 86 ]        |
| „Inspiracje 2" (gościnnie: Kosi)                                                                  | 2010 | Full Metal Jacket                                 | Etos 2010             | [ 87 ]        |
| „Undergraund” (gościnnie: Diox, Dj Technik)                                                       | 2011 | Letemknow                                         | Etos 2010             | [ 88 ]        |
| „Na wszelki wypadek” (oraz Way Side Crew)                                                         | 2011 | Mateusz Winkiel, Mania Studio                     | Wspólny mianownik     | [ 89 ]        |
| „Potwór” (oraz Way Side Crew)                                                                     | 2011 | Mateusz Winkiel, Mania Studio                     | Wspólny mianownik     | [ 90 ] [ 91 ] |
| „Wszystko jest w ruchu” (gościnnie: Łysol, Kosi, muzyka Pereł)                                    | 2012 | Intelect                                          | Etos 2                | [ 92 ]        |
| „Wszystko jest w ruchu” (gościnnie: Łysol, Kosi, muzyka Szczur)                                   | 2012 | Intelect                                          | Etos 2                | [ 93 ]        |
| „Sk8” (gościnnie: Romek THS, DJ Technik)                                                          | 2012 | Mania Studio, Bartek Łukasik                      | Etos 2                | [ 94 ]        |
| „Wolnym być” (gościnnie: Miodu)                                                                   | 2013 | –                                                 | Profil pokoleń vol. 1 | [ 95 ]        |
| „Nie gniewaj się na mnie Polsko” (gościnnie: Sztywny Pal Azji)                                    | 2013 | –                                                 | Profil pokoleń vol. 1 | [ 96 ]        |
| „Diabły 2013” (gościnnie: Kodym (Apteka), Mr. Borman)                                             | 2013 | Bartek Piotrowski                                 | Profil pokoleń vol. 1 | [ 97 ]        |
| „Cząstka mnie” (gościnnie: Jarex)                                                                 | 2013 | DelaFlow                                          | Profil pokoleń vol. 1 | [ 98 ]        |
| „To co czujesz to co wiesz 2013” (gościnnie: Tomasz Lipiński, Miuosh)                             | 2013 | DelaFlow                                          | Profil pokoleń vol. 1 | [ 99 ]        |
| „Nie zabijaj dziecka, które siedzi we mnie” (gościnnie: Sokół)                                    | 2014 | Adrian Łapczyński, Paweł Krzepina, Filip Zawadzki | Etos 2                | [ 100 ]       |
| „HH Karawana” (gościnnie: Tek (Smif-N-Wessun))                                                    | 2014 | Damian Michalak                                   | Etos 2                | [ 101 ]       |
| „Zabierz mnie do miejsc” (gościnnie: Ten Typ Mes)                                                 | 2014 | Bartek Łukasiuk, Marcin Grabowski                 | Etos 2                | [ 102 ]       |
| „Nie muszę być...” (gościnnie: Zeus)                                                              | 2014 | Adrian Łapczyński, Filip Zawadzki                 | Etos 2                | [ 103 ]       |
| „Samotny człowiek” (gościnnie: Mr. Borman)                                                        | 2014 | Tymon/finfilrouge                                 | Etos 2                | [ 104 ]       |
| „Hore myśli”                                                                                      | 2016 | –                                                 | Hore                  | [ 105 ]       |
| „Manifest normalsów”                                                                              | 2016 | MovieszMasz                                       | Hore                  | [ 37 ]        |
| Gościnnie                                                                                         |      |                                                   |                       |               |
| Diox – „Oni tego chcą Remix” (gościnnie: Miuosh, Mosad, Małach, Vienio, PMM, Haju, Tede, PeeRZet) | 2015 | Dobrekino Studio                                  | –                     | [ 106 ]       |
| Inne                                                                                              |      |                                                   |                       |               |
| Vienio, Pele, WWO – „U ciebie w mieście”                                                          | 2004 | –                                                 | U ciebie w mieście    | [ 107 ]       |
| Vienio, Pele, JWP, Pezet, O.S.T.R., Lil’ Dap – „U ciebie w mieście 2"                             | 2005 | Jakub Łubniewski                                  | U ciebie w mieście 2  | [ 108 ]       |
| Vienio, Koras, Pyskaty – „Murek”                                                                  | 2012 | Piotr „Vienio” Więcławski, Sebastian Jaworski     | Prosto Mixtape Kebs   | [ 109 ]       |
| Ero, Vienio, PMM, Małach/Rufuz, Pih, Kafar – „HHRPE 2"                                            | 2014 | –                                                 | –                     | [ 110 ]       |

## Filmografia
| Tytuł                                    | Rok       | Uwagi                                                                                                 | Źródło  |
| ---------------------------------------- | --------- | --- | ------- |
| Mówią bloki człowieku 2                  | 2001      | jako on sam, film dokumentalny, reżyseria: Joanna Rechnio                                             | [ 111 ] |
| Ziomek                                   | 2006      | rola dubbingowana, serial animowany, reżyseria: Laurent Nicolas                                       | [ 112 ] |
| Chaos                                    | 2006      | jako on sam, film fabularny, reżyseria: Xawery Żuławski                                               | [ 113 ] |
| Grzesiuk, chłopak z ferajny              | 2006      | film dokumentalny, reżyseria: Mateusz Szlachtycz                                                      | [ 114 ] |
| Wojna polsko-ruska                       | 2009      | jako brat „Silnego”, film fabularny, reżyseria: Xawery Żuławski                                       | [ 115 ] |
| Przeblaski                               | 2011      | film dokumentalny, reżyseria: Piotr „Vienio” Więcławski                                               | [ 117 ] |
| Galeria                                  | 2012      | jako Patryk Pinokio, serial fabularny, reżyseria: Ryszard Zatorski, Łukasz Palkowski, Jakub Miszczak  | [ 118 ] |
| Pionierzy stylu – Włodi                  | 2014      | film dokumentalny, realizacja: Michał Kowal, Jacek „Merd” Wszoła, Piotr „Steez” Szulc, Kamil Sołdacki | [ 119 ] |
| Spowiedź (etiuda szkolna)                | 2015      | jako Hades                                                                                            | [ 120 ] |
| Skazane                                  | 2015      | jako Piotr Kielak, gangster człowiek Adama Millera (odc. 8-12)                                        | [ 120 ] |
| Krew z Krwi                              | 2015      | jako pielęgniarz (odc.9)                                                                              | [ 120 ] |
| Komisarz Alex                            | 2016      | jako Henryk Dzido (odc. 103)                                                                          | [ 120 ] |
| Pierwsza miłość                          | 2017–2021 | jako Jarosław „Hiszpan” Kietliński                                                                    | [ 120 ] |
| Narzeczony na niby                       | 2018      | jako juror programu                                                                                   | [ 120 ] |
| Proceder (film)                          | 2019      | Personalny ze szpitala                                                                                | [ 120 ] |
| 25 lat niewinności. Sprawa Tomka Komendy | 2020      | jako więzień                                                                                          | [ 120 ] |
| Krime Story. Love Story                  | 2020      | „Kruszol”                                                                                             | [ 120 ] |
| Świat według Kiepskich                   | 2021      | | [ 121 ] |
| Leśniczówka                              | 2021      | jako Łysy                                                                                             |         |
| Gierek                                   | 2022      | Ambasador ZSRR                                                                                        | [ 122 ] |

## Nagrody i wyróżnienia
| Rok  | Kategoria                                          | Nagroda      | Uwagi     | Źródło  |
| ---- | -------------------------------------------------- | ------------ | --------- | ------- |
| 2003 | Album Roku HIP-HOP (Autentyk II)                   | Fryderyk     | Nominacja | [ 123 ] |
| 2005 | Album hip hop (Autentyk 3)                         | Superjedynki | Nominacja | [ 124 ] |
| 2011 | Animacja (Vienio – „Inspiracje 2" gościnnie: Kosi) | Yach Film    | Nominacja | [ 125 ] |